# Boa Vista do Sul
Boa Vista do Sul là một đô thị thuộc bang Rio Grande do Sul, Brasil. Đô thị này có diện tích 94,349 km², dân số năm 2007 là 2663 người, mật độ 28,23 người/km².